# Hlinov (Horní Stropnice)

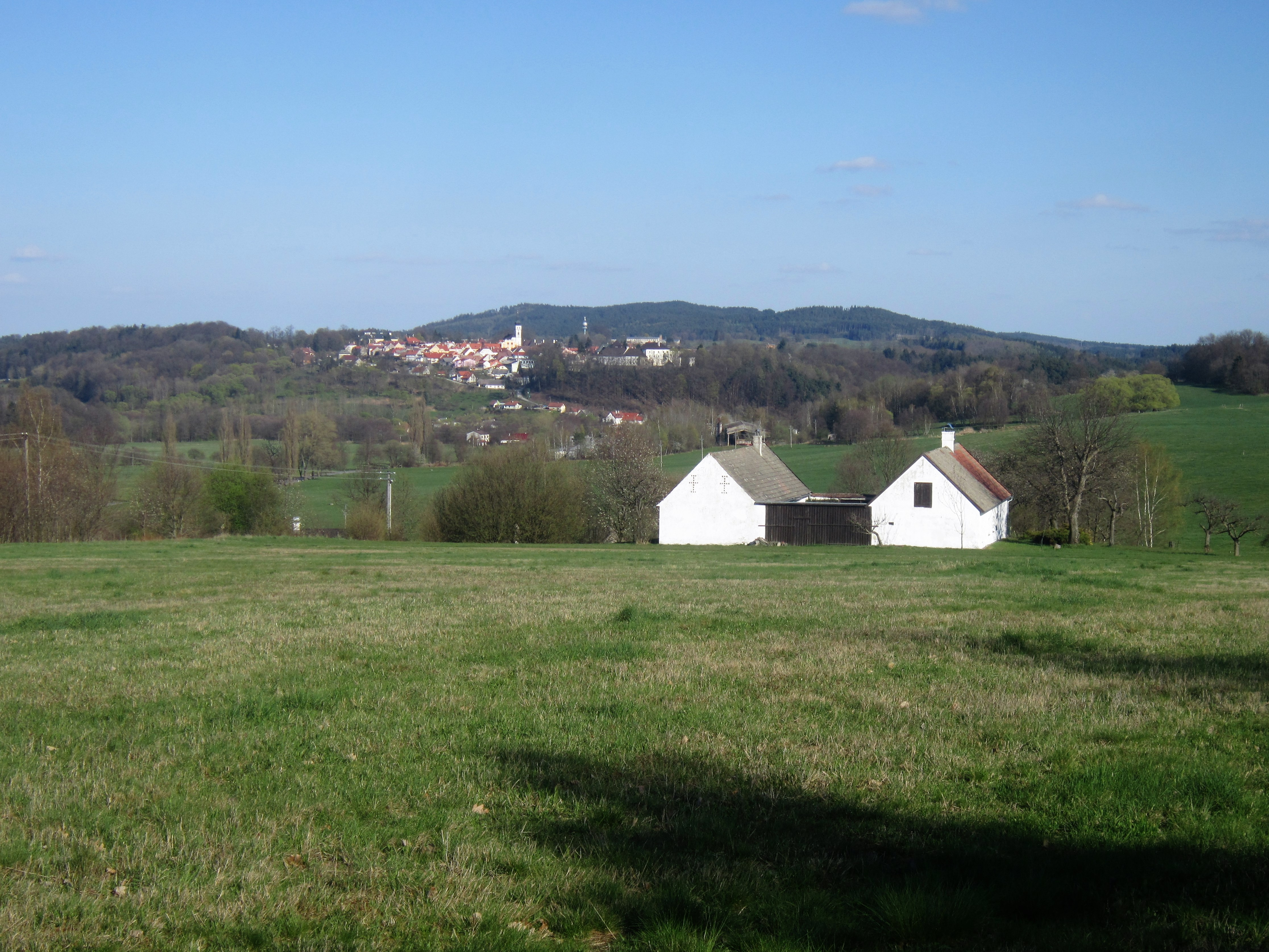
Blick vom Krčínský vrch über Hlinov nach Nové Hrady

Hlinov (deutsch Tonnberg) ist ein Ortsteil der Gemeinde Horní Stropnice (Strobnitz) im Okres České Budějovice in Tschechien. Die Streusiedlung liegt zwei Kilometer westlich von Nové Hrady (Gratzen); der Ortsteil umfasst nur die drei westlichen Häuser, die übrigen bilden die Grundsiedlungseinheit Hlinov von Nové Hrady.

## Geographie
Die Streusiedlung Hlinov befindet sich auf dem Gipfel und dem Nordhang des Krčínský vrch (Gritschauer Berg; 553 m n.m.) in den Novohradské podhůří (Gratzener Gebirgsvorland).  Im westlichen Teil der Gemarkung liegt der Teich Velký ovčí rybník. Am nördlichen Ortsrand verläuft die Staatsstraße II/156 zwischen Nové Hrady und Trhové Sviny (Schweinitz). Südöstlich erhebt sich der Soví vrch (541 m n.m.) und im Nordwesten die Výhledy (Prospect, 549 m n.m.). Hlinov liegt im Naturpark Novohradské hory.
Nachbarorte sind Janovka II (Johannesruh 2. Anteil) und Janovka I (Johannesruh 1. Anteil) im Norden, Kapinos (Gabernost), und Štiptoň (Winau) im Nordosten, Hlinov (Nové Hrady) im Osten,  Tereziino údolí (Jetzkobrunn), U Hamru und Terezín (Neugebäu) im Südosten, Krčín (Gritschau) und Humenice (Maierhof) im Süden, Svébohy (Zweiendorf) und Střeziměřice (Tritschmersch) im Südwesten, Božejov, Žumberk (Sonnberg) und Chudějov (Wieden) im Westen sowie Žár (Sohors bei Gratzen) und Svaryšov (Sworeschau) im Nordwesten.

## Geschichte
Die Kolonie Tonnberg bzw. Thonberg wurde zwischen 1785 und 1790 auf herrschaftlich Gratzener Gründen angelegt. Die Grundstücke wurden den ursprünglich zehn Siedlern, teils auf drei Leiber, teils für einen Zeitraum von sechs bis siebzig Jahren verpachtet. 
Im Jahre 1840 bestand die im Budweiser Kreis an der Straße von Gratzen nach Budweis gelegene und nach Johannesruh konskribierte Dominikalsiedlung Tonnberg aus zwölf Häusern. Pfarr- und Schulort war Gratzen. Bis zur Mitte des 19. Jahrhunderts blieb Tonnberg der Fideikommissherrschaft Gratzen untertänig.
Nach der Aufhebung der Patrimonialherrschaften bildete der überwiegende Teil von Tonnberg / Hlinov ab 1850 eine Ansiedlung der Stadtgemeinde Gratzen im Gerichtsbezirk Gratzen; einige Häuser waren der Gemeinde Zweiendorf / Svébohy zugerechnet. 1868 wurde Tonnberg dem Bezirk Kaplitz zugeordnet. 
Nach dem Ersten Weltkrieg zerfiel der Vielvölkerstaat Österreich-Ungarn, die Siedlung wurde 1918 Teil der neu gebildeten Tschechoslowakischen Republik. Beim Zensus von 1921 wurde der westliche Teil von Tonnberg als eine zur Gemeinde Zweiendorf gehörige Häusergruppe bezeichnet. Nach dem Münchner Abkommen wurde Tonnberg im Oktober 1938 dem Deutschen Reich zugeschlagen und gehörte bis 1945 zum Landkreis Kaplitz. Nach dem Ende des Zweiten Weltkrieges kam Hlinov zur wiedererrichteten Tschechoslowakei zurück. 1949 erfolgte die Aufhebung des Okres Kaplice und die Umgliederung der Siedlung in den Okres Trhové Sviny. Im Zuge der Gebietsreform von 1960 wurde die Siedlung dem Okres České Budějovice zugeordnet. 1964 wurde Hlinov zusammen mit Svébohy nach Horní Stropnice eingemeindet. Beim Zensus von 2001 bestand Hlinov aus einem Wohnhaus und hatte zwei Einwohner. Seit dem 1. Mai 2003 wird Hlinov als Ortsteil von Horní Stropnice geführt.  Er besteht aus drei Gehöften (Nr. 74, 75 und 97).

## Ortsgliederung
Der Ortsteil Hlinov ist Teil des Katastralbezirks Svébohy. 